# Sua Eccellenza Eugène Rougon
Sua Eccellenza Eugène Rougon (Son Excellence Eugène Rougon) è un romanzo dello scrittore francese Émile Zola, il sesto del ciclo dei Rougon-Macquart. Esso venne pubblicato a puntate nel 1876 sul quotidiano "Le siècle", prima di essere pubblicato in forma di romanzo dall'editore Charpentier nello stesso anno.
Il romanzo si focalizza sui livelli più alti del governo del Secondo Impero francese, segue la carriera di Eugène Rougon e di una decina di suoi amici che speculano sui favori politici per ottenere guadagni personali e abbraccia la vita pubblica e personale dell'imperatore Napoleone III.
Vice del Deux-Sèvres della Seconda Repubblica, egli contribuisce al colpo di Stato del 2 dicembre 1851 entrando poi nel Senato. All'inizio del romanzo Eugène Rougon è presidente del Consiglio di Stato.
La vicenda si svolge nell'arco di tempo che va dal 1856 al 1861.
Il personaggio principale è Eugène Rougon, figlio maggiore di Pierre e Félicité Rougon. Il personaggio di Eugene venne introdotto la prima volta nel romanzo La fortuna dei Rougon come elemento chiave nel colpo di Stato del 1851 che istituì Napoleone III come imperatore dei francesi.
L'autore segue e descrive tutte le manovre di Eugène per stabilire il controllo dei suoi parenti sulla città di Plassans e gettare quindi le basi per la solidificazione e la fortuna della famiglia.
Eugène intanto, entrato nella cerchia di Napoleone, rimane a Parigi per continuare la sua ricerca di potere.
I fratelli di Eugène sono Pascal, personaggio principale del romanzo Il dottor Pascal, e Aristide, la cui storia è raccontata in La cuccagna e Il denaro. Eugène ha anche due sorelle: Sidonie, che appare in La cuccagna e Marthe, uno dei personaggi del romanzo La conquista di Plassans.

## Trama
Il romanzo ha inizio nel 1857 e vede Rougon in conflitto con l'imperatore costretto a dare le dimissioni da premier prima di poter essere respinto.
Questo pone i piani ed i sogni degli amici di Rougon nel limbo, in quanto contavano sulla sua influenza politica per ottenere diversi favori personali.
Il suo più grande alleato e il suo avversario più grande è però Clorinde Balbi, una donna italiana di dubbie origini e dagli intenti subdoli. 
Clorinde, che desidera il potere quanto Rougon ma che essendo donna è costretta ad agire dietro le quinte, si innamora di Eugène ma Rougon rifiuta di sposarla perché crede che due personalità dominanti come le loro porterebbero alla reciproca distruzione.
Eugène la incoraggia così a sposare M. Delestang, un uomo molto ricco che può però essere facilmente maneggiato, mentre lui prenderà come moglie una nullità che non possa ostacolare le sue ambizioni.
Rougon intanto viene a conoscenza di un attentato che si sta tramando per colpire l'imperatore ma decide di non prendervi parte.
Di conseguenza, dopo il tentativo fallito di Felice Orsini nel 1858, Eugène viene promosso dall'imperatore Ministro dell'interno con il potere di mantenere la pace e la sicurezza nazionale ad ogni costo.
Rougon utilizza questa opportunità per punire i suoi avversari politici, anti-imperialisti, e premiare gli amici che gli erano rimasti leali affidando loro onori, cariche e impegni politici.
Grazie alla sua influenza, Delestang viene eletto Ministro dell'Agricoltura e del Commercio.
Ma mentre il potere di Rougon si espande i suoi amici, nonostante egli cerchi di soddisfare le loro richieste personali, iniziano ad abbandonarlo perché ritengono che egli non abbia fatto abbastanza per loro e quello che ha fatto o non è stato abbastanza buono o ha avuto conseguenze disastrose in modo da non essere stato di aiuto per tutti.
Inoltre essi lo considerano ingrato visto tutto il lavoro che sostengono di aver fatto per essere riusciti a reintegrarlo come Ministro.
Alla fine Rougon è coinvolto in numerosi grossi scandali sulla base dei favori che ha propagato al suo gruppo e al centro di tutto questo conflitto vi è Clorinde. Infatti il potere della donna è ora maggiore di quello di Rougon e la sua influenza è a livello più alto e su scala internazionale essendo diventata l'amante dell'imperatore.
Clorinde, avendo ora il sopravvento, è in grado di punire Rougon per il suo rifiuto di sposarla.
Per reprimere l'opposizione politica e personale Rougon decide di presentare le sue dimissioni nei confronti dell'imperatore fiducioso che esse non saranno accettate.
Tuttavia esse vengono accettate e Delestang viene eletto ministro degli Interni.
Il romanzo si conclude nel 1862 quando l'Imperatore riammette al suo servizio Rougon con la carica di Ministro senza portafoglio, dandogli un potere senza precedenti sulla scia della unificazione italiana. 
Apparentemente il compito della carica sarebbe quella di riconfigurare il paese con linee più liberale, ma in realtà Rougon ha mano libera per schiacciare la resistenza, ridurre l'opposizione e controllare la stampa.

## Temi principali
In questo romanzo Zola si propone di descrivere come durante il Secondo Impero la politica e gli affari si siano mescolati denunciando così le rigide sfere di influenza tra i vari poteri, gli stretti legami tra la stampa e il potere ufficiale, il clientelismo, l'avidità e l'ingratitudine di coloro ai quali erano stati concessi favori.
Zola ha dipinto senza compromessi il servilismo dei legislatori verso l'Imperatore.
Eugene Rougon viene descritto come un uomo consumato dalla brama di potere che egli desidera possedere come manifestazione della propria forza, caratteristica ereditata dal Rougon. Egli infatti conduce una vita semplice e non ricerca onori né ricchezza ma gli è sufficiente sapere di essere potente. Dimostra disprezzo per coloro che servono pur aiutandoli con senso paternalistico ad ottenere i loro interessi allo scopo di meglio legarli a sé.
Egli dispone in effetti di un gruppo di sostenitori che servono a dimostrare come un politico può dipendere dal suo ambiente. La sua gente lavora in effetti per lui quando egli deve ottenere il potere ma, non appena egli assume le redini di un importante incarico, lo assillano di richieste per ottenere i propri interessi.
Una delle poche debolezze di Eugenio Rougon risiede nella sua paura delle donne e nel comportamento inadeguato che assume nei loro confronti. Di qui il suo disappunto verso la bella Clorinda Balbi dalla quale subisce l'influenza, accetta le manipolazioni e prova sentimenti di gelosia e persino di odio. La loro relazione costituisce uno dei fili conduttori del romanzo.
Infine Zola descrive in dettaglio lo splendore e i lussi della corte imperiale a Compiègne che contrappone alla povertà e alla miseria descritta in altri volumi dei Rougon-Macquart.
In questo modo Zola vuole denunciare il cinismo e la crudeltà della società del Secondo Impero.

## Edizioni italiane
- trad. di F. Giarelli, Simonetti, Roma 1879
- trad. di G. C. Carbone, Treves, Milano 1881
- trad. di Edmondo Corradi, Voghera, Roma 1906
- trad. di Eugenio Tofano, Bideri, Napoli 1919